# Йосипівська сільська рада (Благовіщенський район)
| Йосипівська сільська рада — орган місцевого самоврядування у Благовіщенському районі Кіровоградської області з адміністративним центром у с. Йосипівка. Сільській раді були підпорядковані населені пункти: - с. Йосипівка |

## Склад ради
Рада складалася з 18 депутатів та голови.

### Керівний склад ради
| ПІБ                            | Основні відомості                                                               | Дата обрання | Дата звільнення |
| ------------------------------ | ------------------------------------------------------------------------------- | ------------ | --------------- |
| Русавський Анатолій Вікторович | Сільський голова, 1957 року народження, освіта, безпартійний                    | 20.10.2006   | 01.02.2008      |
| Бурлака Михайло Анатолійович   | Сільський голова, 1975 року народження, освіта, безпартійний                    | 30.11.2008   | 31.10.2010      |
| Бершадський Сергій Борисович   | Сільський голова, 1969 року народження, освіта середня спеціальна, безпартійний | 31.10.2010   |                 |

Примітка: таблиця складена за даними джерела

## Населення
Згідно з переписом УРСР 1989 року чисельність наявного населення села становила 2319 осіб, з яких 1006 чоловіків та 1313 жінок.
За переписом населення України 2001 року в селі мешкало 1637 осіб.

### Мова
Розподіл населення за рідною мовою за даними перепису 2001 року:
| Мова       | Відсоток |
| ---------- | -------- |
| українська | 98,11 %  |
| російська  | 1,83 %   |
| молдовська | 0,06 %   |